# Alternativa Popolare
Alternativa Popolare (kurz AP, deutsch „Populäre Alternative“ oder „Volksalternative“), bis März 2017 Nuovo Centrodestra (NCD, „Neue rechte Mitte“), ist eine christdemokratische Partei in Italien. Sie entstand 2013 als Abspaltung von Silvio Berlusconis Partei Il Popolo della Libertà. Vorsitzender war von der Gründung bis September 2018 Angelino Alfano. Seither ist es Paolo Alli.

## Nuovo Centrodestra (2013–17)
Nachdem Silvio Berlusconi die Rückumwandlung seiner Partei Il Popolo della Libertà (Volk der Freiheit) in Forza Italia bekannt gegeben hatte, gründete sein ehemaliger Weggefährte, Italiens damaliger Innenminister Angelino Alfano, stattdessen am 15. November 2013 die neue Partei. Im Gegensatz zu Berlusconis Forza Italia, die sich nun in der Opposition befand, unterstützte Alfanos Gruppierung das Kabinett Letta, das sonst seine Mehrheit verloren hätte.
Neben Alfano gehörten der NCD unter anderem Maurizio Lupi (ehemaliger Transportminister), Beatrice Lorenzin (Gesundheitsministerin), Gaetano Quagliariello (ehemaliger Reformminister), Giuseppe Scopelliti (Präsident der Region Kalabrien), Roberto Formigoni (ehemaliger Präsident der Region Lombardei) und Renato Schifani (ehemaliger Präsident des italienischen Senats) an.
Nach dem Wechsel an der Regierungsspitze von Letta zu Matteo Renzi im Februar 2014 blieb die NCD in der regierenden Koalition. Im Kabinett Renzi war sie durch Innenminister Alfano, Gesundheitsministerin Beatrice Lorenzin und Verkehrsminister Maurizio Lupi (bis März 2015) vertreten.
Seit ihrer Gründung arbeitete die NCD eng mit der ebenfalls christdemokratischen Unione di Centro (UdC) zusammen. Im Mai 2014 traten beide Parteien mit einer gemeinsamen Liste bei der Europawahl an, die 4,4 % der Stimmen und drei Sitze im Europaparlament erhielt (darunter Giovanni La Via und Massimiliano Salini von der NCD). Im Dezember desselben Jahres schlossen sich NCD und UDC in beiden Parlamentskammern zu einer Fraktionsgemeinschaft zusammen, die den Namen Area Popolare (AP, in etwa: „Gebiet der Volksparteien“) trug. Im Januar 2015 unterstützte die NCD als Regierungspartei den PD-Kandidaten für das Amt des Staatspräsidenten, Sergio Mattarella.
Während die NCD auf nationaler Ebene die Mitte-links-Koalition mit Renzis PD fortsetzte, koalierte die Partei bei den Regionalwahlen im Mai 2015 in Kampanien, Marken, Ligurien und Umbrien – teils unter der Listenbezeichnung Area Popolare – im Mitte-rechts-Block mit Forza Italia. In Apulien und Venetien kooperierten sie mit Abweichlern aus dem Mitte-rechts-Spektrum (Raffaele Fitto bzw. Flavio Tosi). Die Ergebnisse der NCD bzw. Area Popolare variierten zwischen 1,2 % in der Toskana und 6,4 % in Apulien.
Im Lauf der Zeit verlor NCD mehrere prominente Mitglieder: Quagliariello gründete 2015 die Kleinpartei Identità e Azione, Schifani kehrte 2016 zur Forza Italia zurück. Da die NCD beim Verfassungsreferendum 2016 mit der Regierung Renzi für ein Ja, die UdC dagegen für ein Nein warb, zerbrach das Bündnis AP im Dezember 2016. Zunächst wurde das Bündnis mit Pier Ferdinando Casinis UdC-Abspaltung Centristi per l’Europa, die weiterhin die Regierung unterstützte, weitergeführt. Nach dem Rücktritt Renzis als Ministerpräsident setzte die NCD die Koalition mit der PD unter Paolo Gentiloni fort. In dessen Kabinett besetzte die NCD weiterhin das Innen- (Alfano) und das Gesundheitsressort (Lorenzin).

## Alternativa Popolare (seit 2017)

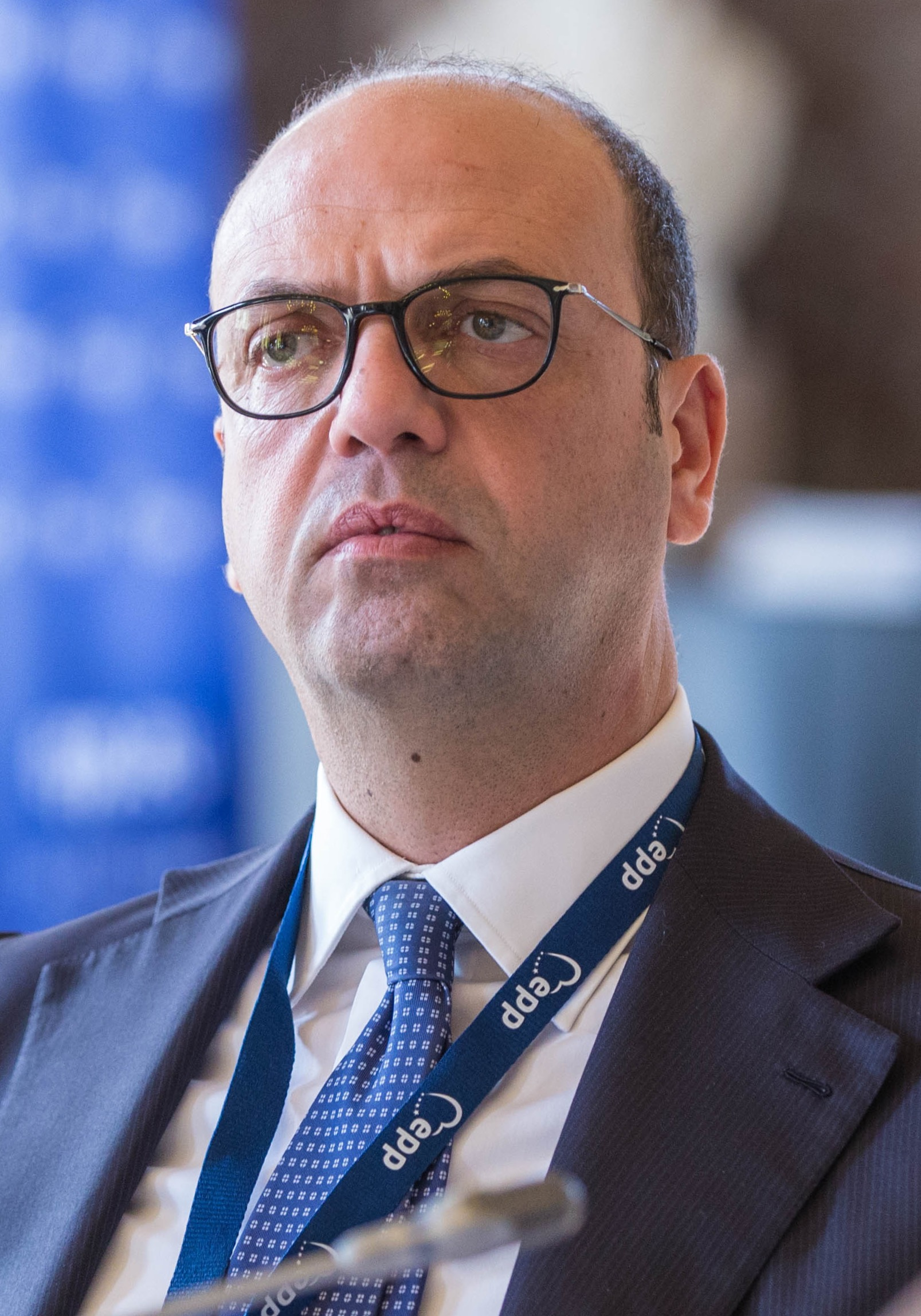
Parteigründer Angelino Alfano (2017)

Im März 2017 benannte sich die NCD in Alternativa Popolare um. Damit fand das Bündnis Area Popolare sein Ende.
Zur Parlamentswahl im März 2018 trat die Alternativa Popolare gemeinsam mit den Centristi per l’Europa, Italia dei Valori und Unione per il Trentino als Liste Civica Popolare. Diese vereinte bürgerlich-konservative Kleinparteien, die Teil von Renzis Mitte-links-Koalition waren, und wurde von der Gesundheitsministerin und AP-Politikerin Beatrice Lorenzin angeführt. Ein Teil der AP-Mitglieder, die die Koalition mit Renzi nicht fortsetzen wollten, darunter Maurizio Lupi und Roberto Formigoni, verließen die Partei im Vorfeld der Wahl und traten auf der Liste Noi con l’Italia an, die zum Mitte-rechts-Block Berlusconis und Matteo Salvinis gehörte. Civica Popolare kam auf 0,5 % der Stimmen und erhielt nur dank des Bündnisses mit der Mitte-links-Koalition zwei Sitze im Abgeordnetenhaus (Lorenzin und Gabriele Toccafondi) und einen im Senat (Casini). Die beiden AP-Abgeordneten saßen anschließend in der „gemischten Gruppe“ fraktionsloser Abgeordneter.
Angelino Alfano trat im September 2018 als Parteivorsitzender zurück. Sein Nachfolger wurde der ehemalige Abgeordnete Paolo Alli aus der Lombardei. Zur Europawahl 2019 bildete die AP eine gemeinsame Liste mit Mario Adinolfis Gruppe Il Popolo della Famiglia, die auf 0,4 % der Stimmen kam. Die beiden verbliebenen AP-Abgeordneten verließen die Partei im September 2019, um sich der Partito Democratico (Lorenzin) bzw. Matteo Renzis neuer Partei Italia Viva (Toccafondi) anzuschließen.